# Чурово (Вологодская область)
Чурово — деревня в Кадуйском районе Вологодской области.
Входит в состав Никольского сельского поселения, с точки зрения административно-территориального деления — в Никольский сельсовет.
Расположена на левом берегу реки Шулма. Расстояние по автодороге до районного центра Кадуя — 27 км, до центра муниципального образования села Никольское — 3 км. Ближайшие населённые пункты — Анненская, Вахонькино, Пелемень, Пречистое, Смешково, Стан, Туровино, Фадеево.
По переписи 2002 года население — 5 человек.